# Desafío (álbum de Barón Rojo)
Desafío es el octavo disco de la banda española de heavy metal Barón Rojo. El disco, grabado en los estudios M-20 de Madrid, se publicó en 1992 y fue producido por Carlos de Castro para Avispa.
Este es el primer álbum sin el bajista y cantante José Luis Campuzano, y sin el baterista Hermes Calabria, y es el único disco de la banda lanzado por Avispa, tras su paso por la desaparecida compañía Chapa. En este álbum la formación estuvo compuesta por los hermanos Carlos y Armando de Castro, José Antonio Nogal "Ramakhan" en la batería y Niko del Hierro en el bajo. A pesar de ser un álbum de gran calidad musical y contar con notables canciones como "Te espero en el infierno", "Hijos del Blues", "Rock´stimulacion", "El enemigo a abatir", "Señor Censor" o "Político", el disco no obtuvo el recibimiento esperado debido a los malos tiempos que corría el género y probablemente al escepticismo de parte del público por los cambios de formación de la banda.

## Lista de canciones
- Todas las canciones están compuestas por Carlos y Armando de Castro, excepto "Girls Got Rhythm", por Angus Young, Malcolm Young y Bon Scott.

1. "Te espero en el infierno" - 4:40
2. "Alí-Babá y los cuarenta" - 4:50
3. "Exorcismo" - 4:30
4. "Noches de Rock 'N' Roll" - 5:50
5. "El enemigo a batir" - 4:27
6. "Rock'stimulación" - 5:51
7. "Político" - 6:13
8. "Señor censor" - 5:04
9. "Hijos del Blues (Generación Perdida)" - 7:10
10. "Girls Got Rhythm" (versión de AC/DC) - 3:32

## Formación
- Carlos de Castro - guitarra, voz
- Armando de Castro - guitarra, coros
- Niko del Hierro - bajo, coros
- José Antonio Nogal "Ramakhan" - batería, coros